# Cały smutek Belgii
Cały smutek Belgii (Het verdriet van België) – powieść Hugona Clausa z 1983 roku napisana w języku niderlandzkim. Po polsku wydana w 1994 roku. Także w 1994 roku powstał miniserial na jej podstawie.
Jest to bildungsroman składający się z dwóch części:
- "Smutek" ("Het verdriet"); 27 ponumerowanych rozdziałów z tytułami.
- "Belgia" ("van België"); tekst niepodzielony na rozdziały.

Główny bohater jest alter ego autora. Przedstawione jest jego dzieciństwo i młodość we flamandzkiej wiosce Walle (część miasta Kortrijk) w latach 1939–1947.

## Fabuła
Belgia, 1939 rok. Dziesięcioletni Louis Seynaeve uczy się w szkole z internatem prowadzonej przez zakonnice w Haarbeke, fikcyjnym miasteczku niedaleko Kortrijk. Ma różne fantazje. Z kolegami nazywają siebie "czterema apostołami" i posiadają siedem zakazanych książek. Przyjeżdża ojciec i mówi mu, że matka spadła ze schodów, co w rzeczywistości znaczy, że jest ona w ciąży. Kilka miesięcy później dziecko rodzi się martwe.
Członkowie rodziny chłopaka są flamandzkimi nacjonalistami. Ojciec Louisa kupuje prasę drukarską w Niemczech i lalkę Hitlerjugend. Podczas niemieckiej okupacji rodzina ta sympatyzuje z Niemcami. Louis uczęszcza na spotkania Hitlerjugend w czasie pobytu za granicą w Meklemburgii.
Louis odkrywa dalsze "zakazane książki" i zaczyna interesować się "sztuką wynaturzoną". Rozumie coraz lepiej ciasnotę umysłową swojej rodziny i swojego wykształcenia. Zostaje w końcu pisarzem. Jest autorem "Smutku", pierwszej części powieści.

## Główne postacie
- Louis Seynaeve – główny bohater, belgijski chłopiec, który dorasta w czasie II wojny światowej.
- Staff Seynaeve – ojciec Louisa, drukarz i flamandzki nacjonalista sympatyzujący z nazizmem.
- Pani Clarence Seynaeve-Bossuyt – matka Louisa. W czasie wojny pracuje w niemieckiej firmie.
- Gerard Vlieghe – najlepszy kolega Louisa w szkole z internatem. Wstępuje potem do NSJV, belgijskiego ruchu związanego z Hitlerjugend.
- Rebekka Cosijns – koleżanka Louisa. Jego rodzice zabraniają mu się z nią bawić, bo jest Cyganką.
- Evariste de Launey – jezuita, jeden z nauczycieli Louisa. W czasie wojny współpracuje z belgijskim ruchem oporu.
- Byttebier – kolega z klasy, znany jako "apostoł Barnaba".
- Dondeyne – kolega z klasy, znany jako "apostoł Maciej". Ma młodszego brata o imieniu René.